# 阿尔梅纳拉德亚达哈
阿尔梅纳拉德亚达哈，是西班牙卡斯蒂利亚-莱昂巴利亚多利德省的一个市镇。总面积17平方公里，总人口26人（2001年），人口密度2人/平方公里。